# الکساندرا بره
الکساندرا بره (انگلیسی: Alexandra Barré؛ زادهٔ january ۲۹, ۱۹۵۸ (۶۷ سال)) ورزشکار اهل کانادا است.
وی در مسابقات کشوری و بین‌المللی در مجموع برندهٔ ۱ مدال نقره، ۱ مدال برنز شده‌است.